# Lycium athium
Lycium athium är en potatisväxtart som beskrevs av L.M. Bernardello. Lycium athium ingår i släktet bocktörnen, och familjen potatisväxter. Inga underarter finns listade i Catalogue of Life.